# Liesbeth Tayen
Liesbeth Tayen (geboren vor 1399 in Tiel; gestorben 1452 in Diepenveen) war eine niederländische Ordensfrau und Priorin in den Klöstern Mechelen und Diepenveen.

## Leben
Liesbeth Tayen wurde in Tiel geboren. Sie war eine der ersten Bewohnerinnen von Diepenveen, dem Frauenkloster der Devotio moderna. Nach der Gründung des Klosters im Jahr 1408 wurde ihr die Leitung über bis zu zwanzig Laienschwestern übertragen, die für das Backen, Brauen und Kochen verantwortlich waren. Im Jahr 1416 wurde Liesbeth Tayen eingekleidet und erhielt die Position einer Vestiaria, der Aufseherin der Kleiderordnung. Auch ihre Schwester Oeland Tayen war Ordensfrau in Diepenveen. Sechs Jahre später wurde sie zur Priorin des Bethanien-Klosters in Mechelen gewählt, wo sie den Schwestern das Leben nach der Windesheimer Regel näherbringen sollte. Sie blieb zehn Jahre in Mechelen, bis einige Schwestern gegen ihr strenges Regime rebellierten. So kehrte Liesbeth Tayen 1433 nach Diepenveen zurück. Im Jahr 1447 wurde sie zur Priorin gewählt und trat die Nachfolge von Salome Sticken an, die dieses Amt über 33 Jahre lang innehatte. Liesbeth Tayen blieb zwei Jahre lang Priorin. Sie lebte noch drei weitere Jahre als einfache Chorschwester und starb im hohen Alter im Jahr 1452 in Diepenveen.